# 정윤희
정윤희(한국 한자: 丁允姬, 1954년 6월 4일 ~ )는 대한민국의 전 배우이다.

## 학력
- 당감국민학교 (졸업)
- 혜화여자중학교 (졸업)
- 혜화여자고등학교 (졸업)

## 생애
충무시에서 출생하였고 부산에서 성장하였으며 1970년 영화 《욕망》으로 영화배우 첫 데뷔하였고 1973년에는 연극배우 데뷔하였으며 1975년 영화 《욕망》으로 정식 영화배우 데뷔하였다. 유지인, 장미희와 더불어 1970~80년대 여자 배우 트로이카 중 한 명으로 꼽힌다. 1970~80년대 트로이카 중 정윤희는 김지미에 이어 70년대를 대표하는 한국의 미인으로 평가된다.
1970년대까지는 당대 최고 인기에 유명 연예인도 모두 방송국 소속 메이크업 담당자에게서 방송 전에 화장을 받았다. 하지만 정윤희씨는 다른 사람들과 달리 동양방송 방송국에 본인만 전담하는 메이크업 아티스트를 데려와서 화장을 받고 방송에 출현했었고 그것이 우리나라 최초라는 증언이 있다. 그 후 다른 사람들도 본인만 전담하는 사람을 데려와서 화장을 받기 시작했다고 한다.
1984년 결혼한 후 은퇴하였으며 그 뒤에 여러 차례 연기활동 재개설이 있었으나 무산되기도 했다. 2011년 9월 13일 MBC는 한가위 특집으로 정윤희를 다룬 다큐 《우리가 사랑한 여배우들-카페 정윤희》를 방송했다.

## 출연작

### 영화
- 1975년 《욕망》
- 1975년 《청춘극장》
- 1976년 《목마와 숙녀》
- 1977년 《고교 얄개》 ... 나두주 역
- 1977년 《고교 우량아》
- 1977년 《얄개 행진곡》 ... 나두주 역
- 1977년 《임진왜란과 계월향》
- 1978년 《나는 77번 아가씨》
- 1979년 《도시의 사냥꾼》
- 1979년 《꽃순이를 아시나요》
- 1979년 《사랑이 깊어질 때》
- 1979년 《핏줄》 ... 숙이 역
- 1979년 《가을비 우산 속에》
- 1979년 《죽음보다 깊은 잠》
- 1980년 《내가 버린 여자 2》
- 1980년 《우요일》
- 1980년 《최후의 증인》
- 1981년 《강변 부인》
- 1981년 《사랑하는 사람아》 ... 서영주 역
- 1981년 《뻐꾸기도 밤에 우는가》 ... 순이 역
- 1981년 《아가씨 참으세요》
- 1981년 《앵무새 몸으로 울었다》 ... 수련 역
- 1981년 《니르바나의 종》
- 1982년 《아벤고 공수군단》 ... 배수나 역
- 1982년 《춘희》
- 1982년 《여자와 비》
- 1982년 《진아의 벌레먹은 장미》
- 1982년 《정부》
- 1982년 《여자의 함정》 ... 수현 역
- 1983년 《안개 마을》 ... 수옥 역
- 1983년 《마음은 외로운 사냥꾼》
- 1983년 《약속한 여자》
- 1983년 《질투》
- 1983년 《땜장이 아내》
- 1984년 《동반자》
- 1984년 《사랑하는 사람아 2》
- 1984년 《사랑의 찬가》
- 1985년 《사랑하는 사람아 3》

### 드라마
- 1977년 TBC 주말연속극 《청실홍실》 - 주동숙 역
- 1979년 TBC 일일연속극 《야 곰례야》
- 1979년 TBC 주말연속극 《고독한 관계》
- 1980년 TBC 일일연속극 《동녀미사》
- 1980년 TBC 주말연속극 《축복》
- 1981년 KBS2 일일연속극 《혼자 사는 여자》
- 1981년 KBS2 일일연속극 《물망초》
- 1981년 KBS1 TV문학관 《바우덕이》
- 1982년 MBC 주말연속극 《고백》
- 1982년 KBS2 일일연속극 《세 자매》
- 1982년 KBS1 TV문학관 《산골 나그네》
- 1982년 KBS1 TV문학관 《어떤 여름방학》
- 1983년 KBS1 TV문학관 《마지막 겨울》
- 1983년 KBS2 주말연속극 《청춘행진곡》
- 1984년 KBS1 TV문학관 《타인의 얼굴》
- 1984년 KBS1 대하드라마 《독립문》

## 광고
- 해태제과 부라보콘
- 제일합섬
- 쥬리아화장품
- 하이츠가구

## 수상
- 1980년 제19회 대종상 여우주연상 《뻐꾸기도 밤에 우는가》
- 1981년 제17회 백상예술대상 영화부문 여자 최우수연기상 《사랑하는 사람아》
- 1981년 제20회 대종상 여우주연상 《앵무새 몸으로 울었다》
- 1982년 제18회 백상예술대상 영화부문 여자 최우수연기상 《앵무새 몸으로 울었다》